# Kalle Päätalo
Kaarlo (Kalle) Alvar Päätalo, född 11 november 1919, död 20 november 2000, var en finländsk författare.

## Biografi
Kalle Päätalo var det näst äldsta barnet till sina föräldrar Herman och Riitu. Han hade sex yngre syskon.
Päätalo gick ut som byggmästare från Tammerfors tekniska skola 1949. Han var medlem i Finlands författarförening från 1961. Päätalo skildrade oftast byggnads- och skogsarbete, som han hade egen erfarenhet av, i sina romaner och han var mycket produktiv som författare. 
Efter debutromanen Ihmisiä telineillä 1958 utkom han med ungefär en roman om året. Hittills har en roman översatts till svenska Sista Hygget 1979 (Viimeinen savotta). Han hämtade sina motiv från Lappland och de östliga gränsbygderna, som i Koillismaa-sviten (Nordostlandet, 1 - 5, 1960-69). 
År 1978 tilldelades han professors namn.

## Priser
- 1970 – Tack för boken-medaljen för Mustan lumen talvi[13]
- 1978 – Pro Finlandia-medaljen[14]